# Françoise Mabille
Pour les articles homonymes, voir Mabille.
Françoise Mabille, née en 1950, est la première Française sapeur-pompier volontaire.

## Biographie

### Enfance et formation
Elle naît Françoise Marie-Thérèse Lucienne Bréant en 1950 de l'union d'un maçon et d'une mère au foyer. Son frère, son beau-frère, son cousin et son mari sont pompiers.
Elle passe son brevet de secouriste et de protection civile en 1973 et travaille à la réception des appels d'urgence.

### Première femme sapeur-pompier
En 1974, elle demande au chef du centre de secours de Barentin (Seine-Maritime) son incorporation. Les corps de sapeurs-pompiers sont alors exclusivement réservés aux hommes. Elle suit un recrutement classique, passant l'examen médical et l'entretien de moralité. Le maire donne son accord tout en transmettant la demande au ministre de l'Intérieur, en soulignant le manque de sapeurs-pompiers. Au début de 1974, le gouvernement autorise l'emploi des volontaires féminines, mais pas à un niveau professionnel.
Son premier engagement officiel est pourtant signé le 6 janvier 1974. Elle participe à de premières interventions chez les sapeurs-pompiers, grâce à l'assurance de l'amicale. Les médias s’emparent de ce fait et l’exploitent, la Fédération nationale des sapeurs-pompiers de France souhaitant qu’une doctrine officielle soit définie. 
Elle participe en 1975 à l'évènement « Les Femmes à la barre » porté par la journaliste et nouvelle présidente de Radio France Jacqueline Baudrier dans le cadre de l'année internationale de la femme en France, qui lui donne une visibilité nationale.
Françoise Mabille devient sapeur-pompier professionnel en 1994 à la caserne de Barentin. Les locaux sont non-mixtes, en cas de départ pour feu, elle doit se changer chez sa sœur qui habite à côté de la caserne. 
C'est finalement un décret du 25 octobre 1976 sur l'organisation des corps de sapeurs-pompiers et leur statut communal, qui permet d'exercer le métier à un niveau professionnel avec les mêmes missions selon le genre. Lors de l'incorporation officielle des volontaires féminines chez les pompiers en 1976, elle rencontre la ministre de la Santé Simone Veil et la secrétaire d'Etat à la condition féminine Françoise Giroud. 
Elle prend sa retraite en 2011, après 37 ans de service avec le grade d'adjudant. Elle occupe son temps en tant que bénévole à la Croix rouge. Son fils endosse la même profession dans les équipes du Sdis de Seine-Maritime. 

## Récompenses et distinctions
Françoise Mabille reçoit la Légion d’honneur, la médaille de l’ordre national du Mérite et la médaille du département de Seine-Maritime.
- Chevalier de l'ordre national du Mérite (2004)
- Chevalier de la Légion d'honneur (30 décembre 2016)

Son nom a été attribué à la promotion des sapeurs-pompiers professionnels du Service départemental d’incendie et de secours des Landes en 2019, à la promotion des officiers de sapeurs-pompiers professionnels FILT 109 de l'école nationale supérieure des officiers de sapeurs-pompiers en 2023, ainsi qu'à la promotion 63 des sapeurs-pompiers professionnels du Service d'Incendie et de Secours du Bas-Rhin en 2024.
À l'occasion de la fête des grands-mères, elle apparaît dans un spot publicitaire le 3 mars 2019, au profit de la marque de café Grand'Mère.

## Dans la culture
Le film d'animation franco-canadien Vaillante de Laurent Zeitoun et Theordore Ty, reprend une histoire similaire à celle de Françoise Mabille dans les années 1930 à New York à travers son héroïne Georgia Nolan. L'ancienne sapeur-pompier assiste d'ailleurs à l'avant-première du film à Paris.